# 卡利尼夫
49°33′4″N 23°18′20″E / 49.55111°N 23.30556°E
卡利尼夫（烏克蘭語：Калинів），是烏克蘭西部的村莊，隸屬利維夫州的桑比爾區。該村面積2.63平方公里。